# سانستاي-سبايرايتوس (إكستريمادورا)
بلدية سانستاي-سبايرايتوس (بالإسبانية: Sancti-Spíritus)‏, هي إحدى بلديات مقاطعة بطليوس, التي تقع في منطقة إكستريمادورا, والتي تقع في غرب إسبانيا.
يبلغ عدد سكانها 287 نسمة وفقاً لإحصائية سنة (2002).